# Jurensley Martina
Jurensley Martina (10 augustus 1993, Willemstad) is een Curaçaose voetballer die voornamelijk speelt als spits, tevens is Martina international voor het nationale elftal van Curaçao, waarvoor hij acht interlands heeft gespeeld en zes keer tot scoren is gekomen.

## Carrière
Tijdens zijn carrière heeft Martina nooit in het betaalde voetbal gespeeld, zowel niet in het buitenland, als in Nederland. Gedurende zijn carrière heeft Martina uitsluitend gespeeld in de nationale competities van het eiland zelf, bij clubs zoals  Inter Willemstad, CSD Barber en Victory Boys.

## International
Martina debuteerde op 13 juli 2012 voor het nationale elftal van Curaçao in het ABCS-toernooi. In deze wedstrijd tegen Aruba, die eindigde in een 3–2 nederlaag, maakte hij direct zijn eerste interlanddoelpunt. In hetzelfde jaar speelde Martina ook voor het Curaçaose onder de 20 elftal  tijdens de kwalificatie voor het CONCACAF -20 kampioenschap, waarin hij tweemaal scoorde tegen Dominica.
Daarnaast kwam hij in 2012 met het nationale team in actie tijdens de kwalificatie van de Caribbean Cup 2012, met wedstrijden tegen Saint Lucia, Guyana en Saint Vincent en de Grenadines
Op 1 februari 2015 was Martina opnieuw trefzeker voor het nationale elftal; hij scoorde tweemaal in een met 4–0 gewonnen wedstrijd tegen Bonaire tijdens het ABCS-toernooi.
In 2019 maakte hij tevens deel uit van de 40-koppige voorselectie voor de CONCACAF Gold Cup.

## Prijzen
Jurensly Martina heeft tijdens zijn carrière 1x een prijs gewonnen, namelijk het nationale landskampioenschap in 2014 met CDS Barber.